# Saltfjellet
66°39′10.717″N 14°36′22.763″Ø / 66.65297694°N 14.60632306°Ø
Saltfjellet (sydsamisk Saltoduottar) er et bjergområde i Nordland fylke i Norge, som skiller regionerne Helgeland og Salten. Bjergområdet strækker sig fra kysten og ind til den svenske grænse. Gletsjeren Svartisen dækker store dele af Saltfjellet, og indgår i Saltfjellet-Svartisen nationalpark.
Der er flere turistforeningshytter i området som primært drives af Bodø og Omegns Turistforening og Rana Turistforening.

## Trafik

### Europavei 6
Saltfjellet krydses af Europavej E6 mellem Dunderlandsdalen i syd og Lønsdalen i nord. Vejen blev påbegyndt i 1929, og den blev åbnet 3. juli 1937. Arbejdet på vejen fortsatte imidlertid helt frem til Anden Verdenskrig brød ud i 1940. Vejen fik fast dække med oliegrus i 1965/66 og asfalt i 1972. De første tiår var den vinterlukket, og først fra efteråret 1968 blev den helårsvej. I 1990 blev en ny og bedre vej over fjeldet mellem Bolna og Sørelva åbnet. 

### Nordlandsbanen
Nordlandsbanen blev åbnet frem til Mo i Rana i 1942, og derefter byggede tyskerne videre på banen over Saltfjellet med krigsfanger som arbejdskraft. Arbejdet med jernbanen fortsatte efter befrielsen i 1945, og 10. december 1947 åbnede jernbanen til Lønsdal station. Senere blev den forlænget til Fauske i 1958 og Bodø i 1962. 